# Großer Harlekinfrosch

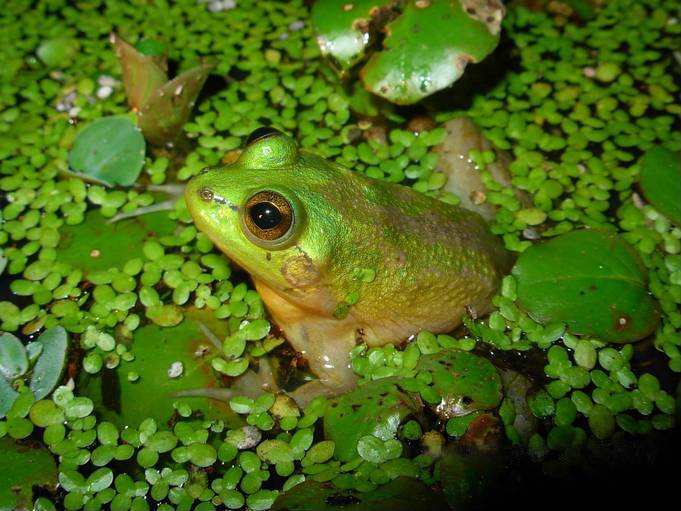
Ein Großer Harlekinfrosch in einem Teich

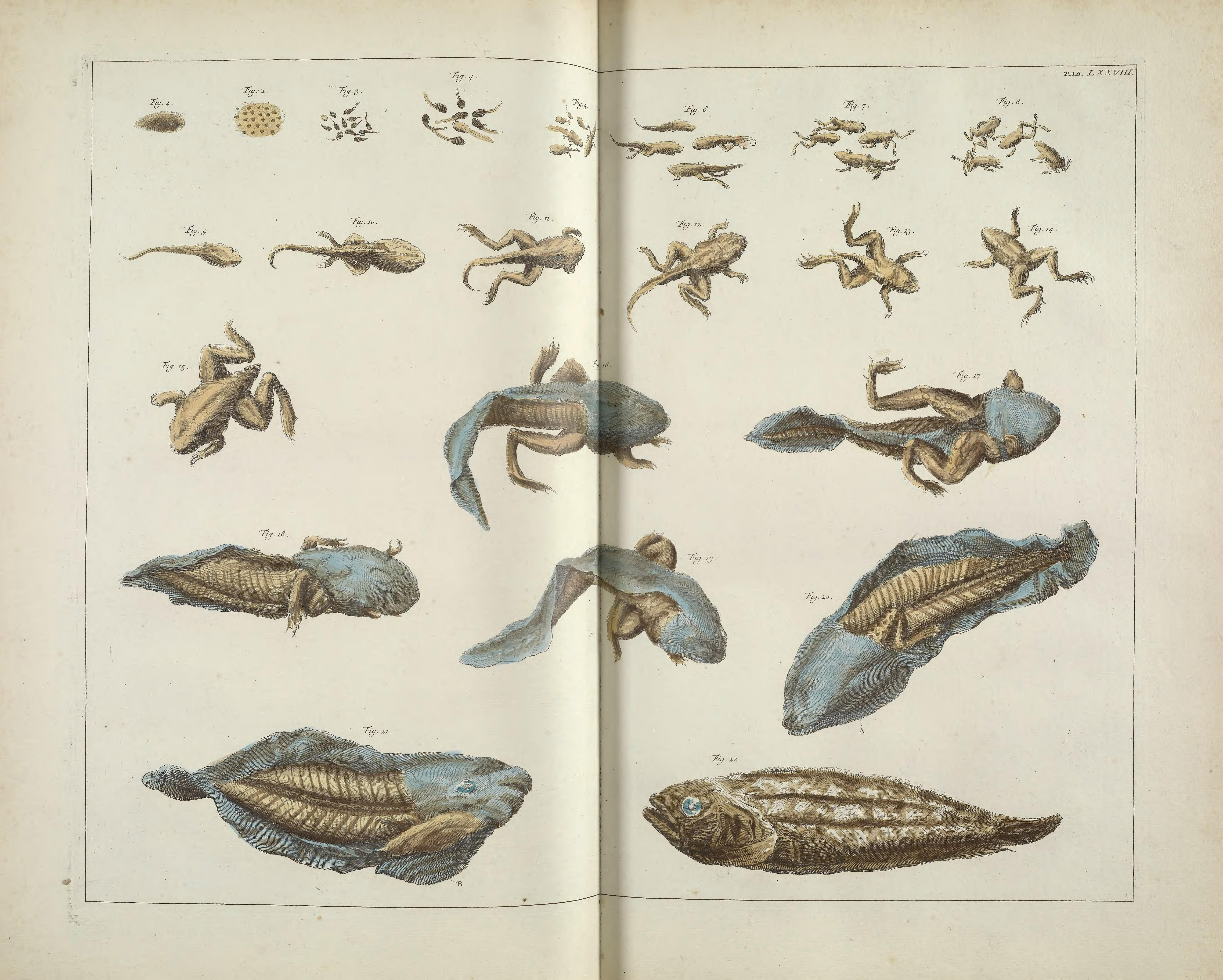
Großfolio in Albert Sebas „Thesaurus“ von 1734 (Band 1, Tafel 78)

Der Große Harlekinfrosch (Pseudis paradoxa), auch Paradoxer Frosch genannt, ist ein Froschlurch aus der Familie der Laubfrösche (Hylidae). Er ist ein ungewöhnlicher Vertreter der Harlekinfrösche (Pseudis), der als Kaulquappe bis zu 25 Zentimeter lang werden kann, als erwachsenes Tier aber auf eine Länge von nur 4,5 bis 7,5 Zentimeter zusammenschrumpft.
Aus dem Hautsekret von Pseudis paradoxa konnten mehrere Substanzen mit antimikrobieller Wirkung isoliert werden, die für medizinische Anwendungen von Interesse sind.

## Beschreibung
Der Große Harlekinfrosch ähnelt im Aussehen dem Teichfrosch. Er ist grün mit dunkelgrünen bis olivgrünen Streifen. Bei den weiblichen Tieren ist die Kehlregion weißlich hell mit vereinzelten Sprenkeln. Der Kopf ist kurz und läuft vorne spitz zu, die Augen sind wulstig. Die ovalen Pupillen sind waagerecht gestellt. Die Haut ist sehr glitschig. Die mit Schwimmhäuten zwischen den Zehen ausgestatteten Hinterbeine sind kräftig und deutlich länger als die Vorderbeine. An den Vorderbeinen fällt der abgespreizte Daumen auf, die langen Finger werden zum Fangen von Beutetieren und zum Graben im Schlamm eingesetzt. Zur Verstärkung der Beine besitzt Pseudis paradoxa einen zusätzlichen Knochen zwischen den beiden äußeren Zehen.
Durch diesen Körperbau ist der Große Harlekinfrosch sehr gut an das Leben im Wasser angepasst. Er verbringt sein Leben fast ausschließlich im Wasser, meist knapp unter der Wasseroberfläche schwimmend und durch Pflanzen verborgen, kann aber leicht Trockenperioden durch das Eingraben in den Boden überstehen. Der Große Harlekinfrosch ernährt sich hauptsächlich von Insekten und kleineren Amphibien.
Der Große Harlekinfrosch  zählt zu den nachtaktiven Fröschen, nur während der Paarungszeit sind die Tiere auch tagsüber aktiv. Während der Paarungszeit locken die Männchen, die meist etwas kleiner als die Weibchen sind, diese mit ihrem charakteristischen Quaken herbei. Die Weibchen legen den schaumigen Laich an Wasserpflanzen ab, die Befruchtung der Eier erfolgt außerhalb des Körpers.
Die Embryos wachsen zu grünlichen Kaulquappen mit einer äußerst ungewöhnlichen Länge heran. Während die erwachsenen Tiere nur 4,5 bis 7,5 cm lang sind, erreichen die Larven nach vier Monaten kurz vor ihrer Metamorphose eine Länge von bis zu 27 cm, das ist drei- bis fünfmal so groß wie nach der Metamorphose. Obwohl der Große Harlekinfrosch  zu den kleineren Fröschen zählt, sind seine Larven die größten bekannten Kaulquappen. Es wird angenommen, dass das Wachstum der Larven durch das Hormon Prolaktin ausgelöst wird.

## Verbreitung
Der Große Harlekinfrosch ist auf der Insel Trinidad sowie auf dem südamerikanischen Kontinent östlich der Anden von Kolumbien bis in das nördliche Argentinien weit verbreitet. Der Frosch bevorzugt stehende Gewässer und wird bei tropischem und subtropischem Klima in Höhen von bis zu 1000 m vorgefunden.
Die Kaulquappen gelten in einigen Regionen Südamerikas als Delikatesse; da der Große Harlekinfrosch  aber sehr scheu ist, gilt sein Bestand nicht als gefährdet. In Terrarien wird Pseudis paradoxa selten gehalten, zur Zucht dieser Frösche ist wenig bekannt.

## Systematik
Die wissenschaftliche Erstbeschreibung als Rana paradoxa erfolgte 1758 durch Carl von Linné in Systema naturae.
Vom Großen Harlekinfrosch  sind fünf Unterarten bekannt:
- Pseudis paradoxa paradoxa
- Pseudis paradoxa caribensis
- Pseudis paradoxa platensis
- Pseudis paradoxa occidentalis
- Pseudis paradoxa nicefori

Aufgrund seiner ungewöhnlichen Entwicklung erhielt der Frosch seinen Namen „Paradoxer Frosch“. Die ersten Berichte über diese Frösche schrieben irritiert von einer umgekehrten Entwicklung der Frösche hin zu Kaulquappen. Die Naturforscherin Maria Sibylla Merian beschrieb bei ihrer Expedition in Suriname um 1700 erstmals Pseudis paradoxa als einen Frosch, der sich „in einen Fisch verwandelt.“ Im Anhang ihres 1719 postum veröffentlichten Werkes Dissertatio de generatione et metamorphosis insectorum Surinamensium befinden sich eine Abbildung und ein beschreibender Text, die von Albert Seba stammen.

## Besonderheiten
Aus dem Hautsekret des Großen Harlekinfroschs konnten vier Peptide isoliert werden, deren antimikrobielle Wirkung in Laborversuchen nachgewiesen wurde. Diese Pseudine schützen den Frosch vor Infektionen.
Mit dem im Labor synthetisierten Peptid Pseudin-2 wiesen Anfang 2008 Wissenschaftler von der University of Ulster in Nordirland und der University of the United Arab Emirates in Al-Ain nach, dass diese Substanz die Bildung von Insulin im menschlichen Körper anregen kann. Damit könnte Pseudin-2 zur Behandlung von Diabetes mellitus Typ 2 eingesetzt werden. Bezüglich des Wirkmechanismus zählt Pseudin-2 zu der neuen Klasse der Inkretinmimetika, deren bekanntester Vertreter, der Wirkstoff Exenatid, ebenfalls tierischen Ursprungs ist.